# Gele van Bourgondië

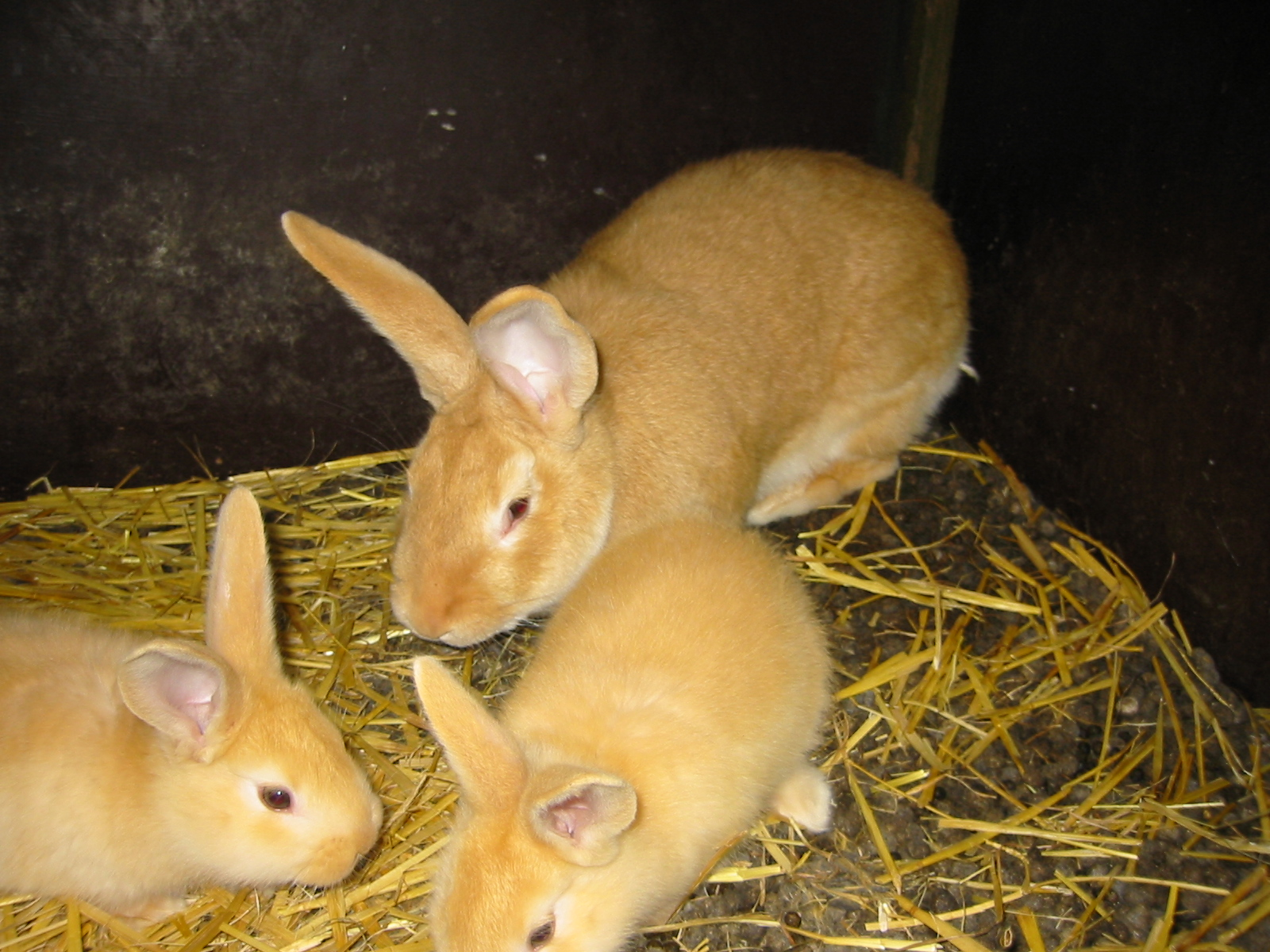

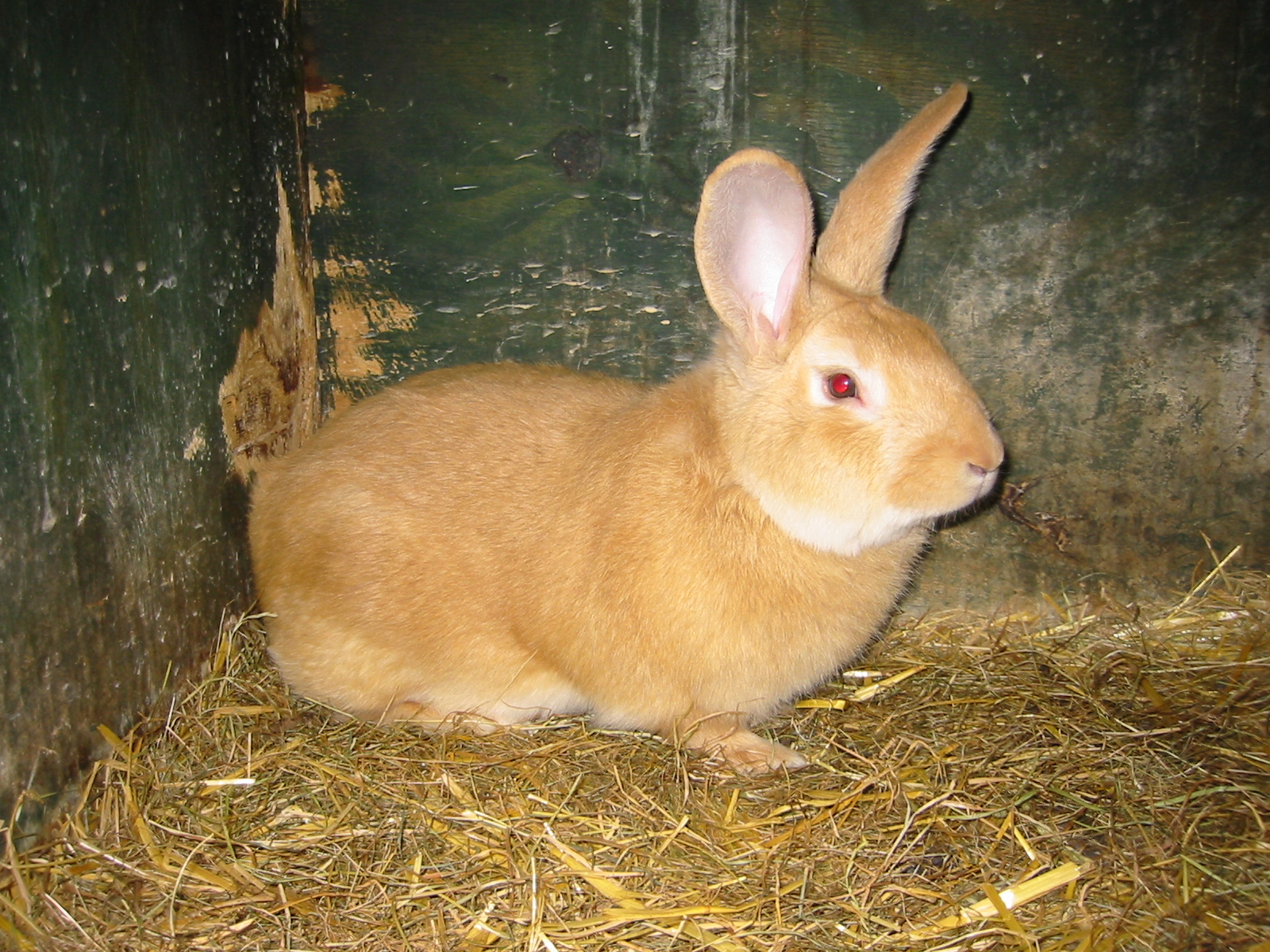

De Gele van Bourgondië is een konijnenras dat erkend is in de Nederlandse standaard. Het is een vleeskonijn dat snel groeit en geblokt is. De gele van Bourgondië vererft in tegenstelling tot de Belgische Vale van Bourgondië de wildfactor; dit uit zich in zijn witte buik en het wit rondom de ogen.
Een voedster hoort geen wam te hebben, dit is een plooi onder de kin, maar omdat dit dier vrij zeldzaam is, wordt dit zolang het niet te ernstig is door de vingers gezien.